# Eupolymnia rullieri
Eupolymnia rullieri är en ringmaskart som beskrevs av Londoño-Mesa 2009. Eupolymnia rullieri ingår i släktet Eupolymnia och familjen Terebellidae. Inga underarter finns listade i Catalogue of Life.